# اختزال (كيمياء)

الاختزال هو التفاعل الكيميائي الذي يحدث عند اكتساب الإلكترونات من قبل أحد الذرات الموجودة في التفاعل.
بمعنى آخر، هو عملية اكتساب للإلكترونات من قبل الذرات أو الجزيئات أو الأيونات، ينتج عنها نقصان في الشحنة الموجبة أو زيادة في الشحنة السالبة. فالاختزال هو النقصان في عدد الأكسدة. هذا المصطلح يشير إلى العناصر التي تقبل الإلكترونات، لأن حالة الأكسدة تنخفض في العناصر التي تكسب الإلكترونات.
على سبيل المثال، عندما يتفاعل الحديد مع الأكسجين ينتج عن هذا التفاعل صدأ. في هذا المثال نقول أن الحديد قد «تأكسد» (لأنه فقد بعض الإلكترونات) والأكسجين اختُزِل (لأنه كسِب بعض الإلكترونات).
عملية الاختزال هي عكس عملية الأكسدة، وتأتيان دائماً مع بعضهما في نفس التفاعل. يُطلق على تلك التفاعلات اسم "تفاعلات أكسدة-اختزال" أو "الأكسدة-الإرجاع".